# Aloe rodolphei
Aloe rodolphei ist eine Pflanzenart der Gattung der Aloen in der Unterfamilie der Affodillgewächse (Asphodeloideae). Das Artepitheton rodolphei ehrt Rodolphe Castillon.

## Beschreibung

### Vegetative Merkmale
Aloe rodolphei wächst stammlos, ist einzeln oder verzweigt von der Basis aus und bildet zwei bis drei Rosetten. Die bis zu 30 lanzettlichen Laubblätter sind aufrecht bis ausgebreitet. Ihre Blattspreite ist 20 bis 30 Zentimeter lang und 4 bis 6 Zentimeter breit. Die Spitze ist gerundet und gezahnt. Die spitzen, gelben Zähne am Blattrand sind 2 Millimeter lang und stehen 4 bis 10 Millimeter voneinander entfernt.

### Blütenstände und Blüten
Der Blütenstand ist einfach oder weist bis zu vier Zweige auf. Er erreicht eine Länge von 100 Zentimeter. Die Zweige werden oft durch einzelne oder Büscheln von vier oder fünf Bulbillen ersetzt. Die fast dichten Trauben sind kopfig bis kurz zylindrisch. Die hängenden Blüten öffnen sich von der Traubenspitze abwärts. Die weißen Brakteen weisen eine Länge von 5 Millimeter auf und sind ebenso breit. Die zylindrischen, gelben Blüten stehen an 16 bis 24 Millimeter langen, rötlichen Blütenstielen. Die Blüten sind 23 Millimeter lang. Auf Höhe des Fruchtknotens weisen die Blüten einen Durchmesser von 7 Millimeter auf. Ihre äußeren Perigonblätter sind nicht miteinander verwachsen. Die Staubblätter und der Griffel ragen kaum aus der Blüte heraus.

## Systematik und Verbreitung
Aloe rodolphei ist auf Madagaskar auf Quarzithügeln verbreitet. Die Art ist nur aus dem Gebiet des Typusfundortes bekannt.
Die Erstbeschreibung durch Jean-Bernard Castillon wurde 2008 veröffentlicht.

## Nachweise